# Мічуріно (Тимірязєвський район)
Мічу́ріно (каз. Мичурин) — село у складі Тимірязєвського району Північноказахстанської області Казахстану. Адміністративний центр та єдиний населений пункт Мічурінського сільського округу.
Населення — 406 осіб (2021; 541 у 2009, 725 у 1999, 871 у 1989).
Національний склад станом на 1989 рік:
- росіяни — 55 %.